# Diamond (Familienname)
Diamond ist ein englischer Familienname.

## Namensträger

### Künstlername
- Diamond (Rapperin) (Brittany Nicole Carpentero; * 1988), US-amerikanische Rapperin
- King Diamond (* 1956), dänischer Musiker, Fußballspieler und Chemiker

### Familienname
- Alec Diamond (* 1997), australischer Zehnkämpfer
- Aleska Diamond (* 1988), ungarische Pornodarstellerin
- Alex Diamond, deutscher Künstler
- Amy Diamond (* 1992), schwedische Sängerin, siehe Amy Deasismont
- Anthony W. Diamond (Tony Diamond; * 1944), britisch-kanadischer Ornithologe, Ökologe und Naturschützer
- Billy Diamond (1916–2011), US-amerikanischer Bassist
- Bob Diamond (* 1951), US-amerikanischer Bankmanager
- Chris Diamond (* 1991), spanischer Pornodarsteller
- Cora Diamond (* 1937), US-amerikanische Philosophin
- David Diamond (Komponist) (1915–2005), US-amerikanischer Komponist
- David Diamond (Journalist) (* um 1951), US-amerikanischer Journalist
- David Diamond (Drehbuchautor), US-amerikanischer Drehbuchautor und Filmproduzent
- David Diamond (Theatermacher) (* 1953), kanadischer Schauspieler, Theaterpädagoge und Theaterleiter in Vancouver
- Debi Diamond (* 1965), amerikanisches Fotomodell und Pornodarstellerin
- Don Diamond (1921–2011), US-amerikanischer Schauspieler
- Douglas W. Diamond (* 1953), US-amerikanischer Ökonom
- Dustin Diamond (1977–2021), US-amerikanischer Schauspieler
- Emily Diamond (* 1991), britische Sprinterin
- Fred Diamond (* 1964), US-amerikanischer Mathematiker
- Gregg Diamond (1949–1999), US-amerikanischer Produzent, Komponist und Musiker
- Harold Diamond, US-amerikanischer Schauspieler und Stuntman
- Hugh Welch Diamond (1809–1886), britischer Psychiater und Fotograf
- I. A. L. Diamond (1920–1988), US-amerikanischer Drehbuchautor
- Jack Diamond (Gangster) (1897–1931), US-amerikanischer Gangster
- Jack Diamond (1907–2004), britischer Politiker und Peer, siehe John Diamond, Baron Diamond
- Jack Diamond (Unternehmer) (1909–2001), kanadischer Unternehmer
- Jack Diamond (Fußballspieler, 1910) (1910–1961), englischer Fußballspieler
- Jack Diamond (Architekt) (* 1932), kanadischer Architekt
- Jack Diamond (Fußballspieler, 2000) (* 2000), englischer Fußballspieler
- Jared Diamond (* 1937), US-amerikanischer Evolutionsbiologe, Physiologe und Biogeograf
- Jim Diamond (1951–2015), britischer Popsänger
- John Diamond, Pseudonym von Barrington J. Bayley (1937–2008), britischer Autor
- John Diamond, Baron Diamond (1907–2004), britischer Politiker
- Keith Diamond (* 1962), US-amerikanischer Schauspieler
- Larry Jay Diamond (* 1951), US-amerikanischer Soziologe und Politikwissenschaftler
- Lee Diamond († 1981), US-amerikanischer Saxophonist und Songwriter
- Liz Diamond (1927–2006), US-amerikanischer Jazzmusiker
- Louis K. Diamond (1902–1999), US-amerikanischer Hämatologe und Pädiater
- M. Jerome Diamond, US-amerikanischer Jurist und Staatsanwalt
- Marian Diamond (1926–2017), US-amerikanische Neurowissenschaftlerin
- Martha Diamond (1944–2023), US-amerikanische Malerin
- Matthew Diamond (* 1951), US-amerikanischer Regisseur, Choreograf und Filmproduzent
- Michael Diamond (* 1972), australischer Sportschütze
- Milton Diamond (1934–2024), US-amerikanischer Anatom, Biologe und Sexualwissenschaftler
- Miriam Diamond (* 1955), kanadische Umweltchemikerin und Professorin
- Mya Diamond (* 1981), ungarische Pornodarstellerin
- Neil Diamond (* 1941), US-amerikanischer Sänger und Liedermacher
- Neil Diamond (Regisseur), Cree-kanadischer Filmregisseur
- Patrick H. Diamond, US-amerikanischer Physiker
- Peter Diamond (Schauspieler) (1929–2004), britischer Schauspieler und Stuntman
- Peter A. Diamond (* 1940), US-amerikanischer Ökonom
- Ras Diamond (* 1998), Fußballspieler (Turks- und Caicosinseln)
- Reed Diamond (* 1967), US-amerikanischer Schauspieler
- Richard Diamond (1924–2007), US-amerikanischer Physiker und Chemiker
- Sander A. Diamond (1942–2018), US-amerikanischer Historiker
- Selma Diamond (1920–1985), kanadische Schauspielerin und Drehbuchautorin
- Skin Diamond (* 1987), US-amerikanische Pornodarstellerin und Aktmodell
- Tony Diamond (Fußballspieler) (Anthony John Diamond; * 1968), englischer Fußballspieler
- William Diamond (* 1945), US-amerikanischer Lehrer und Politiker